# مجلس قضاء قالمة
مجلس قضاء قالمة أنشئ بموجب الأمر 73-74 المؤرخ في 12 يوليو 1974 والذي يتضمن إحداث مجالس قضائية. رئيس المجلس الحالي السيد: بوشريط مختار والنائب العام السيد: جادي عبد الكريم. يقع مبنى المجلس في طريق الجامعة قالمة.